# Tetraogallus tibetanus
El perdigallo tibetano o tetraogallo tibetano (Tetraogallus tibetanus) es una especie de ave galliforme de la familia de los faisanes (Phasianidae). Esta especie se encuentra en la zona occidental del Himalaya.

## Referencias

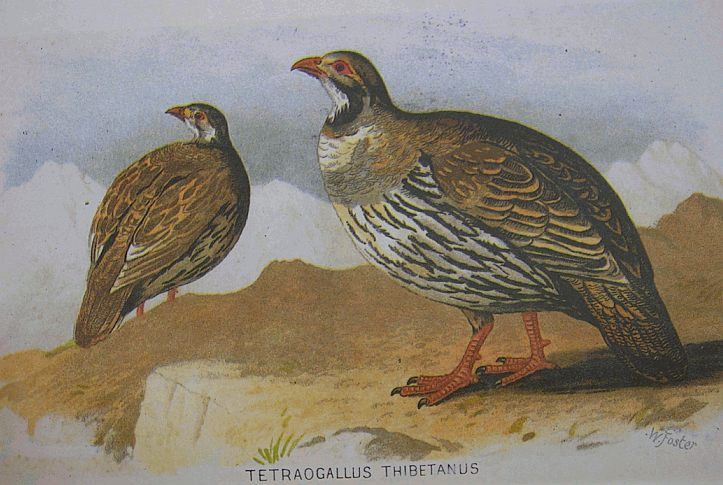
Ilustración de Hume y Marshall, Gamebirds of India, Burma and Ceylon.